# Heteropoda rubra
Heteropoda rubra este o specie de păianjeni din genul Heteropoda, familia Sparassidae, descrisă de Chrysanthus, 1965. Conform Catalogue of Life specia Heteropoda rubra nu are subspecii cunoscute.